# Уиллис, Даррал
Даррал Уиллис (англ. Darral Willis Jr.; род. 21 января 1996, Мадисон, штат Висконсин, США) — американский профессиональный баскетболист, играющий на позиции тяжёлого форварда.

## Карьера
Даррал учился и играл в школе Мэдисон Сэнтрал, а затем в 2014 году поступил в подготовительный колледж «Перл Ривер» (штат Миссисипи), где провёл 2 года. По итогам заключительного года обучения, Уиллис попал в третью пятёрку лучших играющих школьников США.
Успехи в учёбе и баскетболе позволили ему получить приглашения сразу от нескольких колледжей и университетов, но Уиллис остановил свой выбор на колледже «Уичито» (штат Канзас) и местной команде под названием «Уичито Стэйт Шокерс», выступающей в первом дивизионе NCAA. В своём первом сезоне Даррал продемонстрировал статистику в 9,8 очка, 5,1 подбора в 36 матчах, во втором — 10,3 очка, 5,8 подбора в 32 матчах.
Летом 2018 года Уиллис выставил свою кандидатуру на драфт НБА, но не был выбран ни одним из клубов и отправился в Европу. Его первой командой в профессиональной карьере стал «Керавнос». В кипрской команде Даррал стал одним из лидеров и помог ей завоевать чемпионство и Кубок страны. В финале Кубка против АЕК (Ларнака) он оформил «дабл-дабл» — 40 очков и 17 подборов, за что получил звание «Самого ценного игрока» турнира.
В июле 2019 года Уиллис подписал 2-летний контракт с «Нижним Новгородом». В 14 играх Единой лиги ВТБ Даррал набирал 14,6 очка, 6,6 подбора, 0,9 передачи в среднем за игру. В Лиге чемпионов ФИБА провёл 13 матчей, отметившись показателями в 14,1 очка, 7,8 подбора и 1 передача.
В феврале 2020 года, во время матча Единой лиги ВТБ с «Зелёна-Гурой» Даррал получил травму и выбыл до конца сезона. МРТ показало повреждение боковой связки коленного сустава.
Сезон 2020/2021 Уиллис начинал в «Монако». В 7 матчах чемпионата Франции Даррал набирал 7,1 очка и 4,1 подбора в среднем за игру. В 11 матчах Еврокубка его статистика составила 8,8 очка и 4,2 подбора.
В январе 2021 года Уиллис перешёл в «Брешию».
В сентябре 2021 года Уиллис стал игроком «Енисея». В 12 матчах Единой лиги ВТБстатистика Даррала составила 13,9 очка, 5,8 подбора и 1,7 передачи.
В феврале 2022 года Уиллис получил приглашение на «Матч всех звёзд» Единой лиги ВТБ, чтобы заменить Джонатана Мотли, который восстанавливается после травмы. Так же, Даррал был выбран участником конкурса по броскам сверху. Однако, Уиллис не смог принять участие в «Матч всех звёзд» и в конкурсе из-за травмы и его заменил Джерон Джонсон.
В августе 2022 года Уиллис подписал контракт с «Локомотивом-Кубань». В 18 матчах Единой лиги ВТБ Даррал набирал в среднем 11,8 очков, 7,1 подбора и 1,7 передачи.
В августе 2023 года Уиллис перешёл в «Леванга Хоккайдо».
В июле 2024 года Уиллис стал игроком «Киото Ханнариз», но после прохождения медицинского обследования контракт был расторгнут.
В ноябре 2024 года Уиллис продолжил карьеру в «Арисе».

## Достижения
- Чемпион Кипра: 2018/2019
- Обладатель Кубка Кипра: 2019